# Esnunna

Esnunna helye Hammurapi uralkodása idején

Esnunna (mai neve Tell Aszmar, Vörös-domb) ókori város volt a mai Irak keleti részének közepén. A Dijála-völgyben helyezkedett el. Eredetileg sumer város, később akkádok által irányított vegyes lakosságú, ekkor a neve Asnunna. Bilalama feliratában aš2-nun-naKI. A település főistene Tispak, akinek csak az akkád nevét ismerjük.

## Története
A hely már valamivel i. e. 3000 előtt lakott volt. A város a korai dinasztiák alatt folyamatosan növekedett és a harmadik uri dinasztia idején az egyik enszi (kormányzó) székhelye lett. Ur összeomlása után függetlenné vált. Varum országának fővárosa lett. A térség jelentős erővel bíró hatalmává vált, II. Ipík-Adad i. e. 1878-tól i. e. 1829-ig (az asszír limmu-listák napfogyatkozások által megerősített dátumai szerint) győzelmet győzelemre halmozott, elfoglalta Arraphát, I. Samsi-Adad trónra lépésének évében Elámot is. Samsi-Adad csak Ipík-Adad halála után 6 évvel volt képes Assurt elfoglalni. Samsi-Adad nyugat-mezopotámiai győzelmeivel jelentősen meggyengítette Esnunnát. Nem sokkal később pedig Hammurapi babiloni király leleményes „oszd meg és uralkodj” taktikája végleg megbuktatta, és elámi-mári szövetségben az i. e. 1760-as években elfoglalta. Hammurapi dokumentumai szerint a rövid időre függetlenedő Esnunnát a 35. uralkodási évében, vagy nem sokkal azután ismét elfoglalta, és végleg megsemmisítette.

## Esnunnai törvények
Tell Abu Harmalból, egy Bagdad környéki domb alól került elő az a két törött tábla, melyre az esnunnai törvényeket vésték. Az esnunnai törvények kb. két emberöltőnél régebbiek, mint Hammurapi törvényei, így sokat elárulnak az ókori jog fejlődéséről.